# Yoshio Okada
Yoshio Okada, född 11 augusti 1926 i Japan, död 22 juni 2002, var en japansk fotbollsspelare.